# Edificio de la Bolsa de Comercio de Santiago
El edificio de la Bolsa de Comercio de Santiago es un inmueble patrimonial situado en la esquina de las calles Bandera y Moneda, en el barrio La Bolsa del centro de la ciudad de Santiago, Chile. Inaugurado en 1917, y sede de la Bolsa de Comercio de Santiago, fue declarado monumento nacional de Chile, en la categoría de monumento histórico, mediante el Decreto Supremo n.º 3705, del 30 de junio de 1981.

## Historia
En 1913, gracias a un aumento de capital, la Bolsa de Comercio de Santiago decidió comprar unos terrenos que habían pertenecido al convento de las monjas agustinas, que habían decidido lotear dicha propiedad el año anterior. La obra del nuevo edificio se realizó en la esquina de las calles Bandera y Moneda, bajo las órdenes del arquitecto Emile Jéquier.
Tras cuatro años de construcción, marcados por la dificultad de procurar que los materiales que fueron adquiridos en Europa llegaran al país debido al estallido de la Primera Guerra Mundial, fue inaugurado el 25 de diciembre de 1917 por el presidente Juan Luis Sanfuentes, y se convirtió en el primer edificio del barrio La Bolsa en ser terminado. Posteriormente, el terremoto de 1985 afectó a la edificación, por lo que ésta tuvo que ser restaurada.

## Descripción
De estilo renacentista francés y de planta triangular, posee una estructura metálica envuelta con ladrillo y hormigón. Sus detalles exteriores están hechos en mortero de cemento y malla de metal.
El inmueble cuenta con un subterráneo y cuatro pisos, de los cuales, el primero está dedicado a la actividad bursátil, y donde se encuentra la sala de rueda. Su entrada principal es un cuerpo circular saliente, coronada con una cúpula con una torrecilla.
En el interior destacan sus decoraciones hechas en madera de roble americano y un mural en la sala de ruedas, obra de Pedro Subercaseaux, que representa una alegoría a la actividad laboral.